# Keep A-Knockin’
«Keep A-Knockin’ (But You Can’t Come In)» — американская песня. Её исполняли и записывали множество известных певцов и музыкантов.
В песне поющая (или поющий) обращается к своему возлюбленному (или возлюбленной), которого не хочет впускать — в некоторых версиях песни потому, что у неё дома уже находится кто-то другой, в некоторых версиях потому, что возлюбленный плохо себя вёл.
В 1957 году, когда Литл Ричард записал и выпустил как сингл быструю рок-н-ролльную версию этой песни, она достигла 2 места в ритм-н-блюзовом чарте американского журнала «Билборд» и 8 места в поп-чарте (предшественнике теперешнего чарта Billboard Hot 100).

## Премии и признание
В 2004 году журнал Rolling Stone поместил песню «Keep A-Knockin’» в исполнении Литла Ричарда на 442 место своего списка «500 величайших песен всех времён».